# Dänischer Wohld (półwysep)
Dänischer Wohld (dan. Jernved) – półwysep w północnych Niemczech, na terenie landu Szlezwik-Holsztyn. Półwysep oblewają wody Morza Bałtyckiego, położony jest pomiędzy zatoką Eckernförde na północy a Kieler Förde na południu.